# Raymond Mhlaba
Raymond Mhlaba es un municipio local sudafricano situado en el distrito de Amathole, en la provincia de Cabo Oriental.

## Superficie
Raymond Mhlaba tiene una superficie de 6357 km².

## Demografía
En 2022, tenía 178 594 habitantes, una densidad poblacional de 28,09 hab./km², y 53 047 viviendas.